# Acoustic Christmas
Acoustic Christmas es un álbum de estudio del cantautor estadounidense Neil Diamond, publicado el 28 de octubre de 2016. Contiene canciones navideñas tradicionales en formato acústico y es el cuarto álbum navideño de Diamond, después de The Christmas Album (1992), The Christmas Album, Volume II (1994) y A Cherry Cherry Christmas (2009).

## Lista de canciones
1. "O Holy Night" - 3:45
2. "Do You Hear What I Hear?" - 4:03
3. "Christmas Prayers" - 4:30
4. "Hark the Herald Angels Sing" - 4:13
5. "Mary's Boy Child" - 3:19
6. "Silent Night" - 3:41
7. "Go Tell It on the Mountain" - 3:16
8. "Children Go Where I Send Thee" - 5:25
9. "Christmas in Killarney" - 2:03
10. "Christmas Medley: Almost Day/Make a Happy Song/We Wish You a Merry Christmas" - 3:14